# Pleasant Valley (Texas)
Pleasant Valley es un pueblo ubicado en el condado de Wichita en el estado estadounidense de Texas. En el Censo de 2010 tenía una población de 336 habitantes y una densidad poblacional de 49,82 personas por km².

## Geografía
Pleasant Valley se encuentra ubicado en las coordenadas 33°56′14″N 98°35′54″O / 33.93722, -98.59833. Según la Oficina del Censo de los Estados Unidos, Pleasant Valley tiene una superficie total de 6.74 km², de la cual 6.74 km² corresponden a tierra firme y (0%) 0 km² es agua.

## Demografía
Según el censo de 2010, había 336 personas residiendo en Pleasant Valley. La densidad de población era de 49,82 hab./km². De los 336 habitantes, Pleasant Valley estaba compuesto por el 91.37% blancos, el 0% eran afroamericanos, el 1.79% eran amerindios, el 0.3% eran asiáticos, el 0% eran isleños del Pacífico, el 3.27% eran de otras razas y el 3.27% pertenecían a dos o más razas. Del total de la población el 6.55% eran hispanos o latinos de cualquier raza.